# Шаматрин Артем Сергійович
Арте́м Сергі́йович Шаматрин (нар. 15 червня 1991, Дніпро) — український легкоатлет, що спеціалізується на бігу на 110 м з бар'єрами. Майстер спорту міжнародного класу.

## Спортивна кар'єра

### 2019
На ІІ Європейських іграх 2019 у Мінську, Білорусь, брав участь у новому виді програми — динамічній новій легкій атлетиці (DNA). Виступав у дисципліні — біг на 110 м з бар'єрами. У кваліфікації DNA в бігу на 110 м з бар'єрами з результатом 14,21 с продемонстрував третій час та приніс команді 8 очок, у півфіналі DNA був замінений Богданом Чорномазом. У фіналі DNA в бігу на 110 м з бар'єрами покращив час до 14,05 с та за третє місце заробив команді 8 очок. За результатами фіналу динамічної нової легкої атлетики здобув з командою України золото.

## Державні нагороди
- Орден «За заслуги» III ст. (15 липня 2019) —За досягнення високих спортивних результатів ІІ Європейських іграх у м. Мінську (Республіка Білорусь), виявлені самовідданість та волю до перемоги, піднесення міжнародного авторитету України[2]